# Rukwatitan
Rukwatitan là một chi khủng long, được Gorscak O’Connor Stevens & Roberts mô tả khoa học năm 2014.